# کاناکو موموتا
کاناکو موموتا (انگلیسی: Kanako Momota؛ زادهٔ ۱۲ ژوئیهٔ ۱۹۹۴) یک موسیقی‌دان اهل ژاپن است. وی از سال ۲۰۰۵ میلادی تاکنون مشغول فعالیت بوده‌است.